# レイモンド・マッキンタイア
レイモンド・フランシス・マッキンタイア（Raymond Francis McIntyre、1879年2月5日 – 1933年9月24日）は、ニュージーランドの画家、美術評論家である。

## 略歴
クライストチャーチで生まれた。父親のジョージ・マッキンタイア(George McIntyre)は1902年にクライストチャーチ近郊の町ニューブライトン(New Brighton)の市長になる人物である 。幼い頃から健康に恵まれず、社交的な性格では無かったが、芸術家の友人と親しくなりチェロの演奏もした。15歳の1894年に、クライストチャーチのカンタベリー美術学校（Canterbury College School of Art、後にカンタベリー大学に統合）で Herdman SmithやAlfred Walshに学んだ 。1901年から5年間クライストチャーチのCathedral SquareにLeonard Booth と Sydney Thompsonと共同でスタジオを開いた 。その後、3年間カンタベリー美術学校で学んだが、その内容に満足できず、1909年にイギリスに渡った。ロンドンのチェルシーにスタジオを借り、1910年から ウェストミンスターの美術学校(Westminster School of Art)でウィリアム・ニコルソン(1872-1949)やウォルター・シッカート(1860-1942)に学んだ。
1911年にはロンドンの画廊で作品を展示し、リュシアン・ピサロやテオ・ファン・レイセルベルヘらが1919年に結成して3年ほど活動した印象派の画家のグループ「Monarro Group」の1921年のグーピル商会の画廊での展覧会にポール・シニャックらと出展した。
美術評論家としても「Architectural Review」誌に評論を寄稿し、セザンヌやヘッケル、シニャックなどの作品のレビューを執筆した。1924年にロイヤル・アカデミー・オブ・アーツの展覧会に作品が受理されたが、1926年に展覧会への出展を止めた。
1933年にロンドンで54歳で亡くなった。
レイモンド・マッキンタイアの作品はニュージーランド、ウェリントンの ニュージーランド国立博物館テ・パパ・トンガレワやオークランドのオークランド美術館、ダニーデンのHocken Collectionsなどに収蔵されている。

## 作品

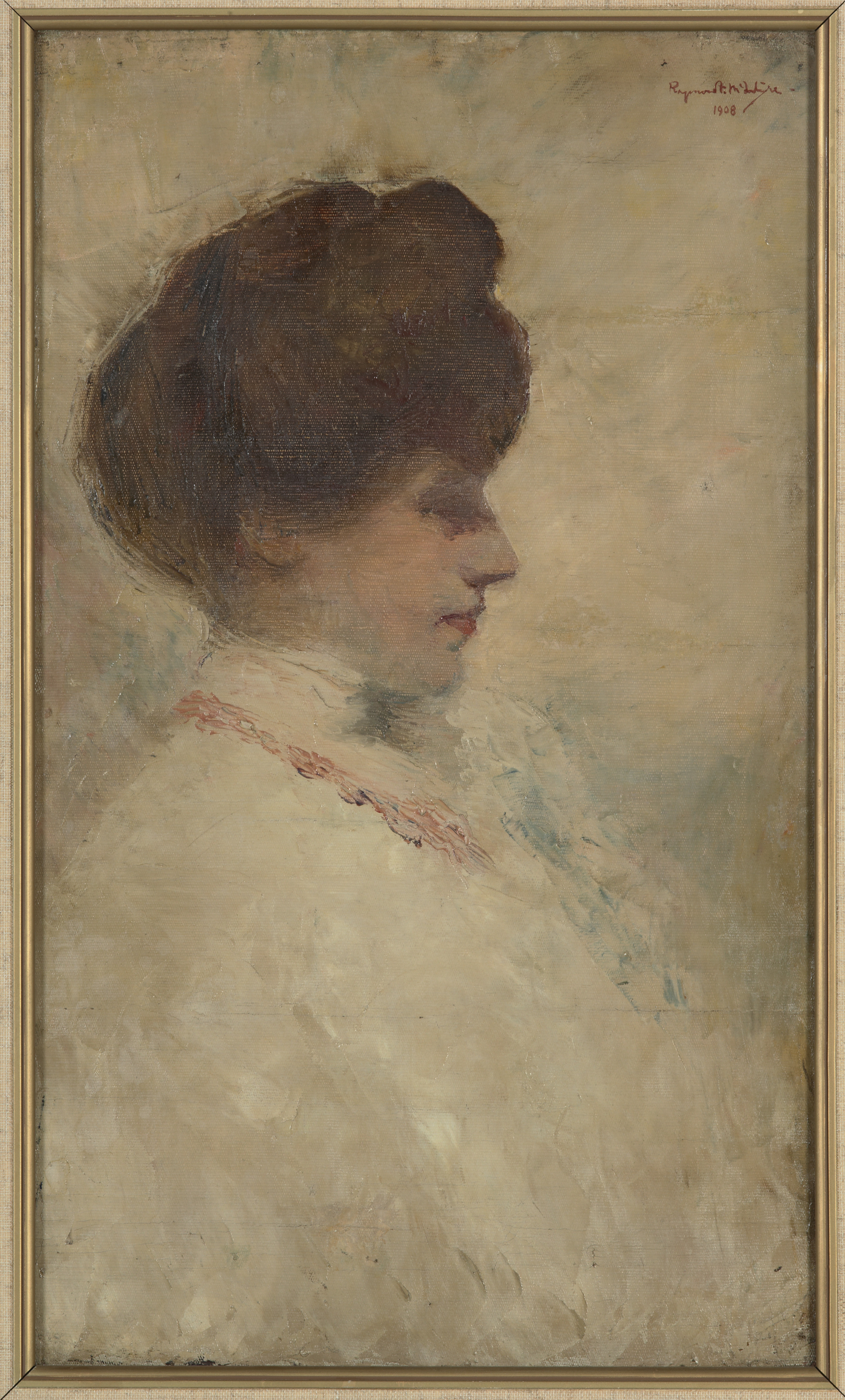
Portrait of Doris McIntyre (1908) ニュージーランド国立博物館テ・パパ・トンガレワ
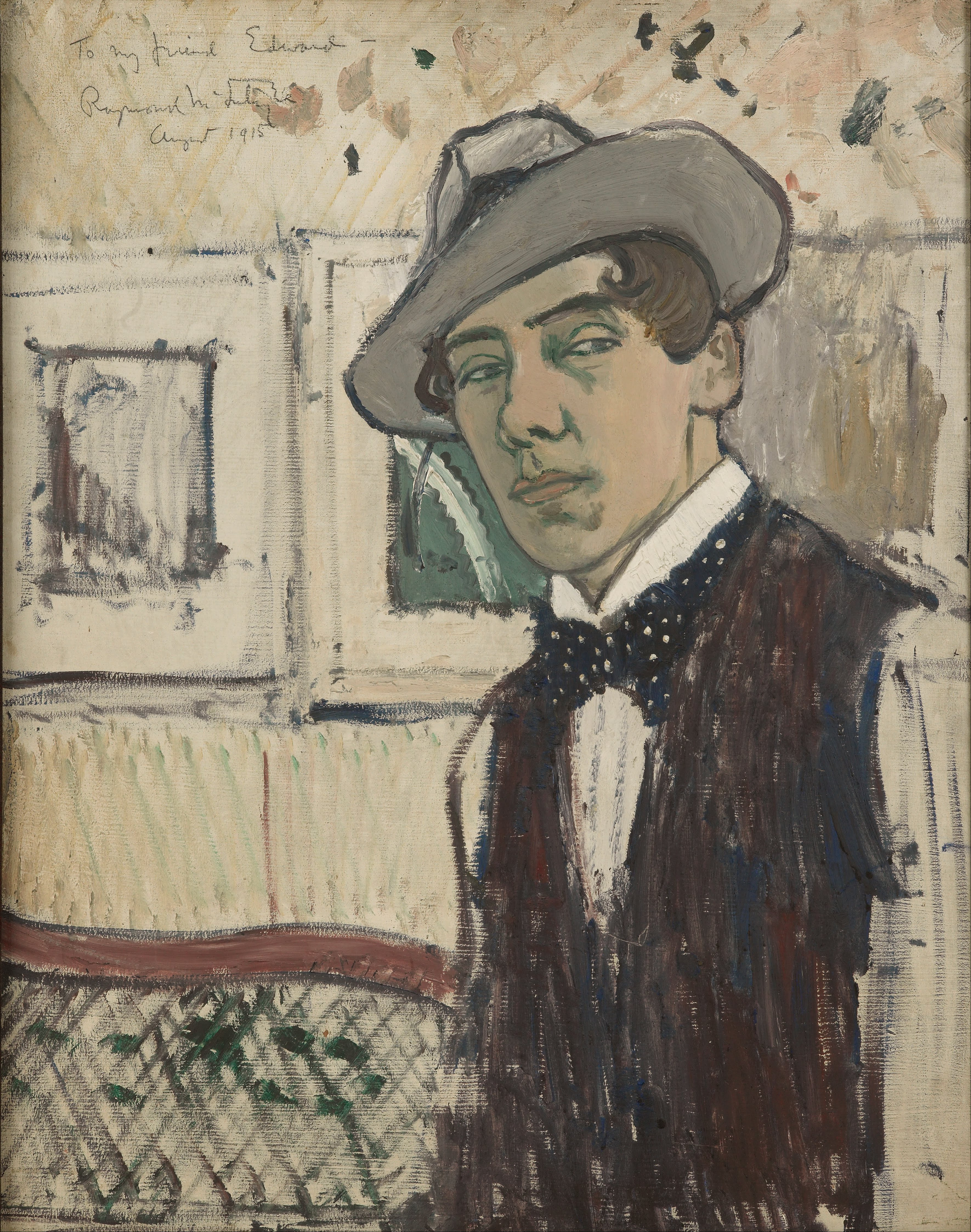
自画像 (1915) ニュージーランド国立博物館テ・パパ・トンガレワ
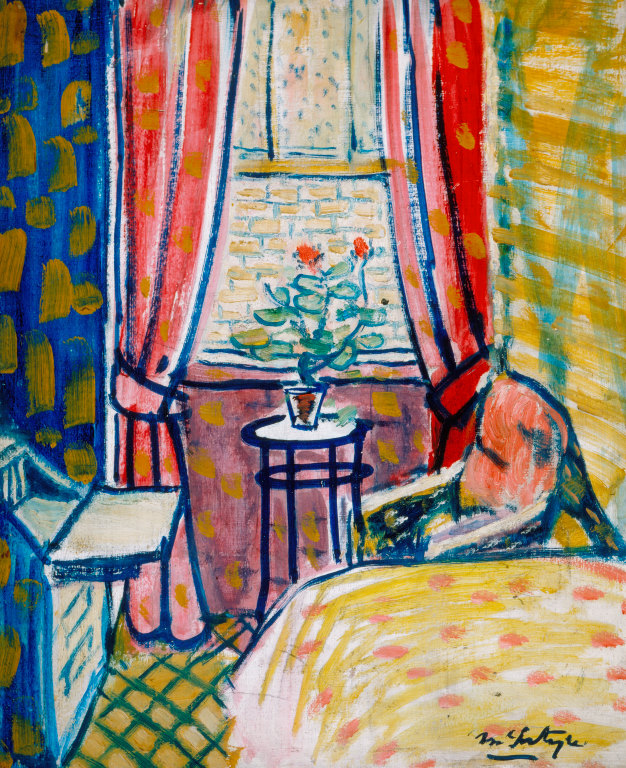
室内 (c.1919) オークランド美術館
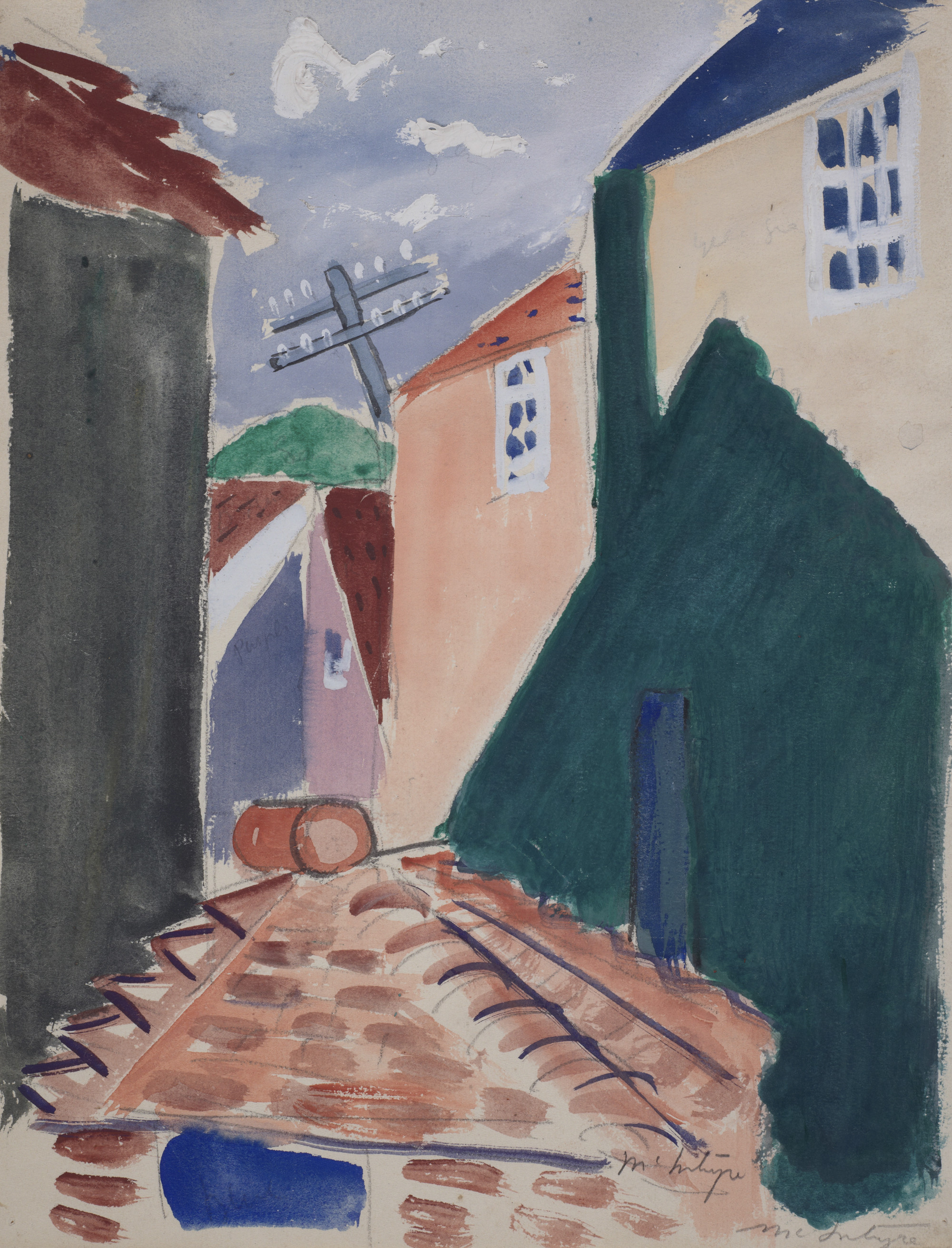
バークシャーの風景 (c.1620) ニュージーランド国立博物館テ・パパ・トンガレワ